# اوروتیک اسیدوری ارثی
اوروتیک اسیدوری ارثی (به انگلیسی: Hereditary orotic aciduria) نوعی بیماری متابولیک مادرزادی است که موجب افزایش ترشح اوروتیک اسید به ادرار، کم‌خونی و عقب ماندگی ذهنی و فیزیکی می‌شود.

## علائم بالینی
- زمان تولد: طبیعی.
- دوران نوزادی و شیرخوارگی: شامل کم خونی مگالوبلاستیک بدون پاسخ به درمان، اختلال رشد، عقب ماندگی ذهنی، اسهال، استرابیسم، اختلالات عصبی، انسداد سیستم ادراری و احتمالاً نقص سیستم ایمنی سلولی است.

## نقص آنزیم
نقص در آنزیم اوریدین منو فسفات سنتاز.

## توارث ژنتیکی
با الگوی وراثت اتوزوم مغلوب به ارث می‌رسد.

## میزان بروز
نادر.

## روش تشخیص
- پلاسما: افزایش اسید اوروتیک.
- اسیدهای آلی ادرار: افزایش اسید اوروتیک.
- بررسی آنزیم: در گلبولهای قرمز.

## درمان
شامل تجویز روزانه ۲۵ تا ۱۵۰ میلی گرم به اوریدین ازای هر کیلوگرم وزن.
بیمار است. درمان با اندازه‌گیری اسید اوروتیک بایستی پایش شود.

## آزمون تشخیص قبل از تولد
ندارد.